# محافظة رابغ
رابغ إحدى محافظات منطقة مكة المكرمة، وهي محافظة قديمة تقع على ساحل البحر الأحمر في إقليم تهامة.

## الموقع
محافظة رابغ تقع في غرب السعودية بين مدينة جدة ومحافظة ينبع، وتبعد عن جدة حوالي 140 كيلومتر في اتجاه الشمال، ويحدها من الشمال منطقة المدينة المنورة، ومن الجنوب محافظة جدة ومن الشرق منطقة المدينة المنورة ومحافظة خليص، يقطعها طريق دولي إلى جزئين شمالي وجنوبي.

## المساحة والسكان
- مساحة رابغ 6679 كيلو متر مربع.[4]
- بلغ عدد سكان محافظة رابغ (112,383) نسمة حسب تعداد السعودية 2022، عدد السعوديين (64,083) نسمة، وعدد غير السعوديين (48,300) نسمة.[5]
- بلغ عدد سكانها حوالي 92,072 نسمة عام 2010.[6][7]

## الاقتصاد
- من شركات رابغ:

1. الشركة العربية لصناعة أنابيب المياه المحدودة (أكوا بايب).
2. شركة رابغ للتكرير والبتروكيماويات - بترو رابغ.
3. شركة راويك لإنتاج الطاقة والمياه.
4. محطة تحلية المياه.
5. محطة رابغ للكهرباء.
6. مصنع أسمنت العربية.
7. مصنع انيرجيا للصناعات الحديدة المحدودة.
8. مصنع انيرجيا للكابلات الضغط المنخفض.
9. مصنع انيرجيا للكابلات الضغط فوق العالي.
10. مصنع انيرجيا للبلاستيك PVC & XLPE.
11. مصنع الزامل للصناعات الحديدية الثقيلة.
12. مدينة الملك عبد الله الاقتصادية.
13. ميناء الملك عبد الله، الذي يعتبر أحد أكبر عشر موانئ بالعالم.
14. شركة نوماك للتشغيل والصيانة (NOMAC)

## مراكز محافظة رابغ
1. مستورة.
2. الأبواء.
3. النويبع.
4. حجر.
5. القضيمة.
6. مغينية.
7. صعبر.
8. كلية.